# Ano ne Love me Do
Ano ne Love me Do (jap. あのね Love me Do) – dwudziesty piąty singel japońskiej piosenkarki Yukari Tamury, wydany 24 grudnia 2014. Singel został wydany w dwóch wersjach: regularnej i limitowanej. Singel osiągnął 8 pozycję w rankingu Oricon i pozostał na niej przez 5 tygodni, sprzedał się w nakładzie 27 442 egzemplarzy.

## Lista utworów
| Nr | Tytuł                                                                  | Czas |
| -- | ---------------------------------------------------------------------- | ---- |
| 1. | "Ano ne Love me Do" (jap. あのね Love Me Do)                           |      |
| 2. | "Eccentric Lover" (jap. エキセントリック・ラヴァー Ekisentorikku Ravā) |      |
| 3. | "Mada sukide i sasete" (jap. まだ好きでいさせて)                       |      |
| 4. | "you"                                                                  |      |

## Notowania
| Lista                             | Pozycja            |
| --------------------------------- | ------------------ |
| Oricon Weekly Singles Chart       | 8                  |
| Billboard Japan Hot 100           | 11                 |
| Billboard JAPAN Hot Animation     | 3                  |
| Billboard JAPAN Hot Singles Sales | 5                  |
| SoundScan Japan                   | 13 (CD) 9 (CD+DVD) |